# 10月22日
10月22日（じゅうがつにじゅうににち）は、グレゴリオ暦で年始から295日目（閏年では296日目）にあたり、年末まであと70日ある。

## できごと

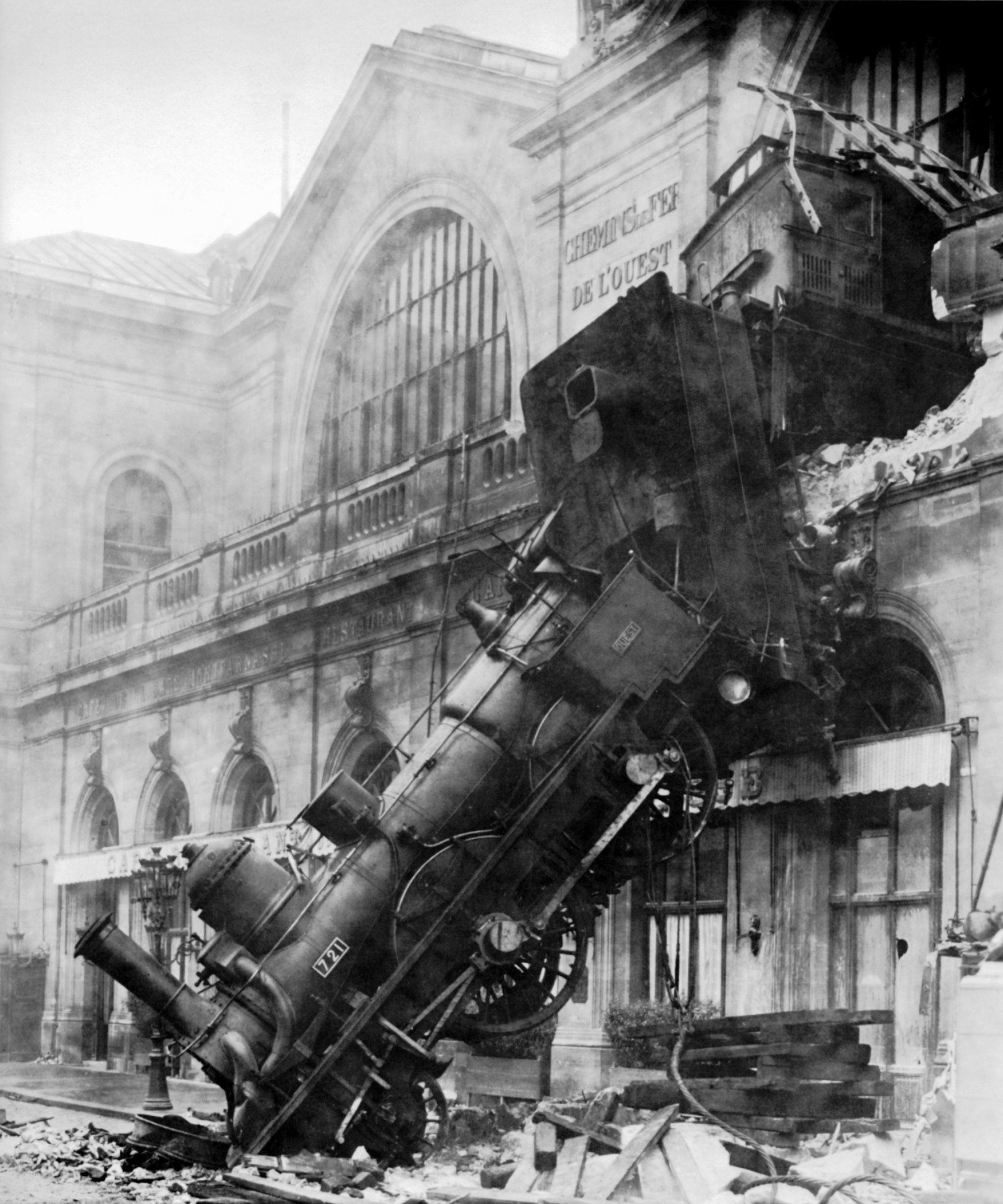
モンパルナス駅での列車脱線事故（1895）

- 1633年 - 料羅湾海戦（英語版）が終結。明がオランダ東インド会社を破る。
- 1797年 - パリでアンドレ＝ジャック・ガルヌランが世界初のパラシュート降下を行う。
- 1836年 - サミュエル・ヒューストンがテキサス共和国初代大統領に選出される。
- 1867年 - ナルシス・ムントリオルがバルセロナ港の海中で、潜水艇イクティネオIIに搭載された世界初の非大気依存推進機関の試運転を行う。
- 1873年 - ドイツ・オーストリア・ロシアが三帝同盟を結成。
- 1894年 - 庄内地震が発生。死者700名以上。
- 1895年 - パリ・モンパルナス駅で列車がブレーキ故障のため減速しないまま駅に進入し、車止めを乗り越えて駅舎を突き破る（モンパルナス駅脱線事故）。
- 1897年 - 海軍軍医学校が開校。
- 1906年 - 長崎県五島列島周辺で、台風の接近に伴い珊瑚採取船が多数沈没。死者1300人[1]。
- 1926年 - 明治神宮外苑が完成。
- 1933年 - リンゴ事件: 六大学野球、早慶戦での判定をめぐり、慶應の水原茂に向けて早稲田側の応援席からリンゴの芯が投げられた。その芯を水原選手がスタンドに投げ返したことをきっかけに両軍がエキサイト。慶應の逆転勝利が決まったと同時に早大応援団が慶大応援席になだれ込んで大乱闘になり、警察が出動するまでの事態に発展した[2]。
- 1936年 - 中国共産党による長征が終了。
- 1938年 - チェスター・F・カールソンがコピー機などの原理であるゼログラフィ（電子複写方式）を発明。
- 1945年 - GHQが軍国主義的・超国家主義的教育の禁止を指令。
- 1953年 - ラオスがフランスからの完全独立を達成。
- 1957年 - 郵政省がテレビ放送局43局に予備免許を交付。
- 1958年 - 日本初の長編カラーアニメーション映画『白蛇伝』が公開[3]。
- 1962年 - キューバ危機：ジョン・F・ケネディ米大統領がキューバ海上封鎖を表明。
- 1966年 - ソ連が月探査機「ルナ12号」を打ち上げ。
- 1972年 - 全日本プロレス旗揚げ。
- 1973年 - V9：読売ジャイアンツが阪神甲子園球場の最終戦で阪神タイガースを破り、セントラル・リーグ9連覇を達成。
- 1978年 - 10月16日にローマ教皇に選出されたヨハネ・パウロ2世が教皇に就任。
- 1978年 - ヤクルトスワローズが日本シリーズで阪急ブレーブスを破り球団創設以来初の日本一に。
- 1981年 - メキシコ・カンクンで初の「協力と開発に関する国際会議」（南北サミット）開催。
- 1987年 - 広島東洋カープの衣笠祥雄がこの日のシーズン最終戦をもって引退。当時の世界記録であったプロ野球連続試合出場記録は2,215でストップした。
- 1990年 - オウム真理教国土利用計画法違反事件で熊本県警がオウム真理教の教団施設を強制捜査。
- 1998年 - 国鉄清算事業団が解散。
- 2007年 - X JAPANが再結成
- 2008年 - インドの月探査機「チャンドラヤーン1号」が打ち上げ。
- 2009年 - マイクロソフトのパソコン向けOS「Windows 7（個人向け）」が日本にて発売開始。
- 2010年 - ソニー、カセットテープ式の携帯音楽プレーヤー「ウォークマン」の日本国内での販売を終了。
- 2017年 - 第48回衆議院議員総選挙投開票。選挙権年齢が18歳以上となってからの初の衆議院議員総選挙[4]。
- 2017年 - WBA世界ミドル級王者決定戦で、2012年ロンドン五輪同級金メダリストの村田諒太が、フランスのアッサン・エンダムを7回TKOで破り、日本人ボクサーとして22年ぶり2人目のミドル級王座を奪取した[5]。
- 2019年 - 第126代天皇徳仁の即位礼正殿の儀が行われ、天皇が即位を宣言する[6]。
- 2022年 - イタリアの同胞のメローニ党首が、首相に就任。イタリア初の女性首相[7]。

## 誕生日

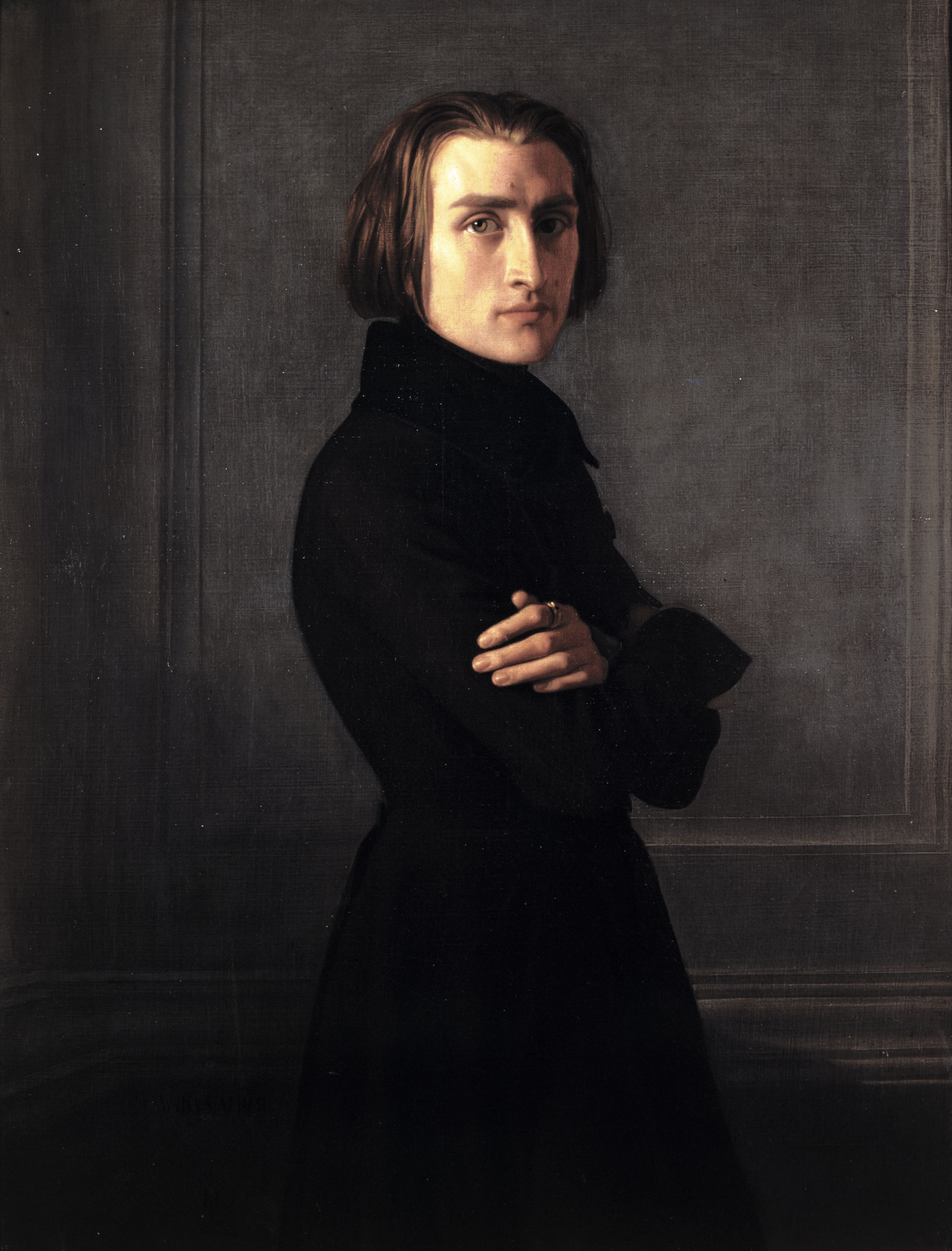
ハンガリー王国出身のピアニスト、フランツ・リスト(1811-1886)誕生。

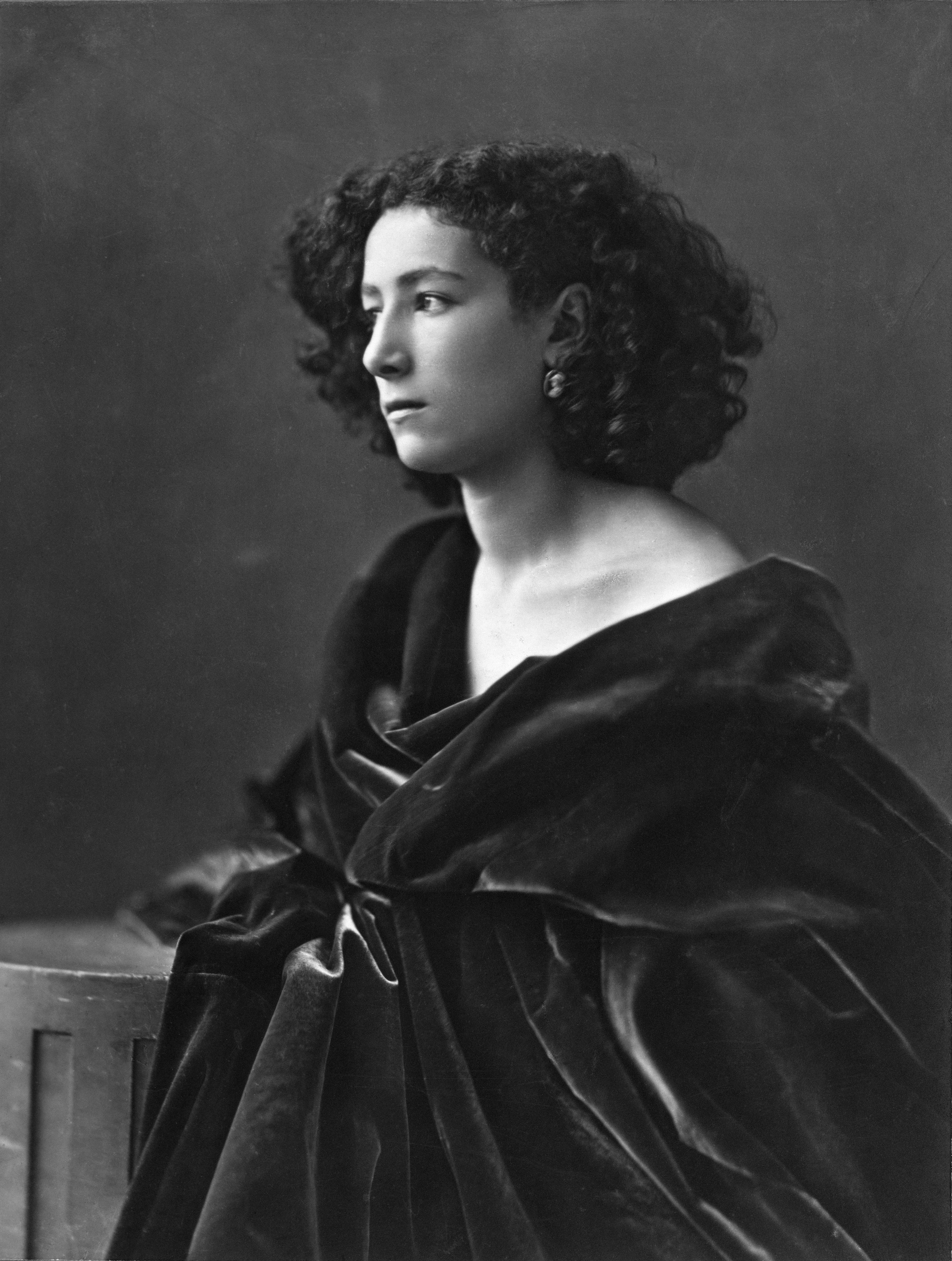
ベル・エポックの象徴たる女優、サラ・ベルナール(1844-1923)誕生。

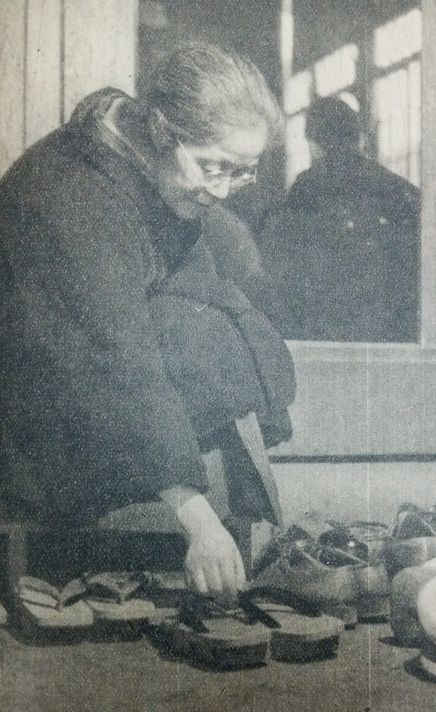
高浜虚子門下の俳人長谷川かな女(1887-1969)誕生。

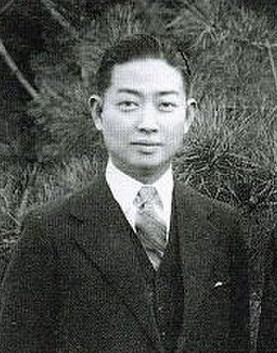
『覇王別姫』など近代京劇を打ち出した梅蘭芳(1894-1961)誕生。

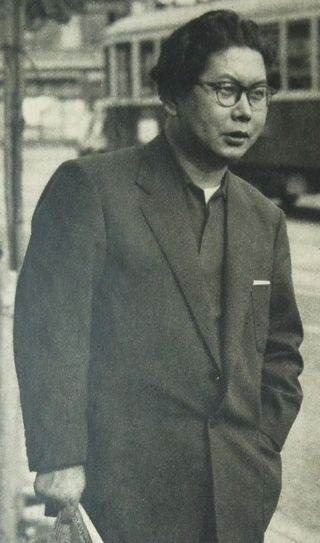
出版人、マガジンハウス創業者清水達夫(1913-1992)誕生。

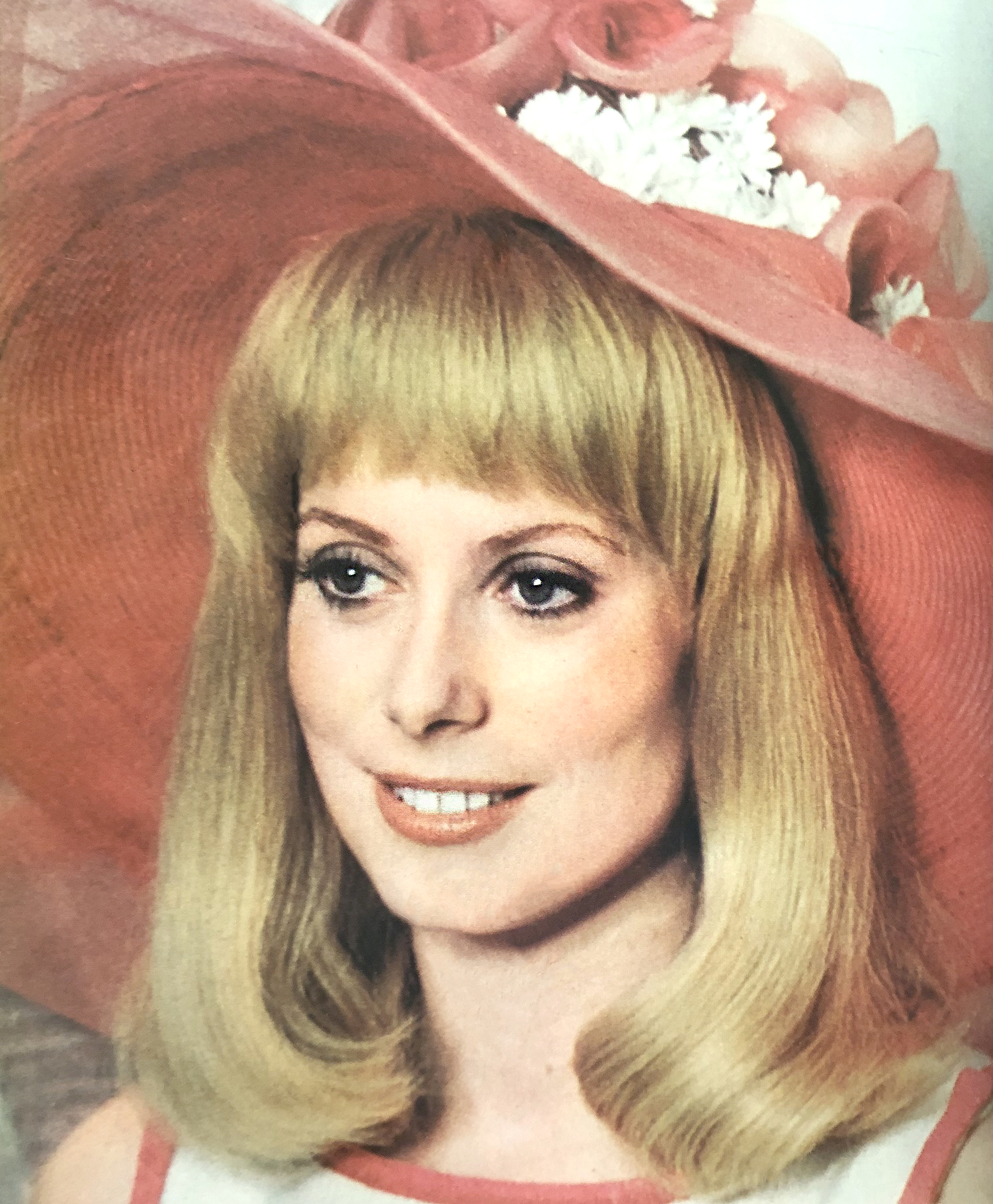
女優カトリーヌ・ドヌーヴ(1943-)誕生。画像は映画『ロシュフォールの恋人たち』（1967年）

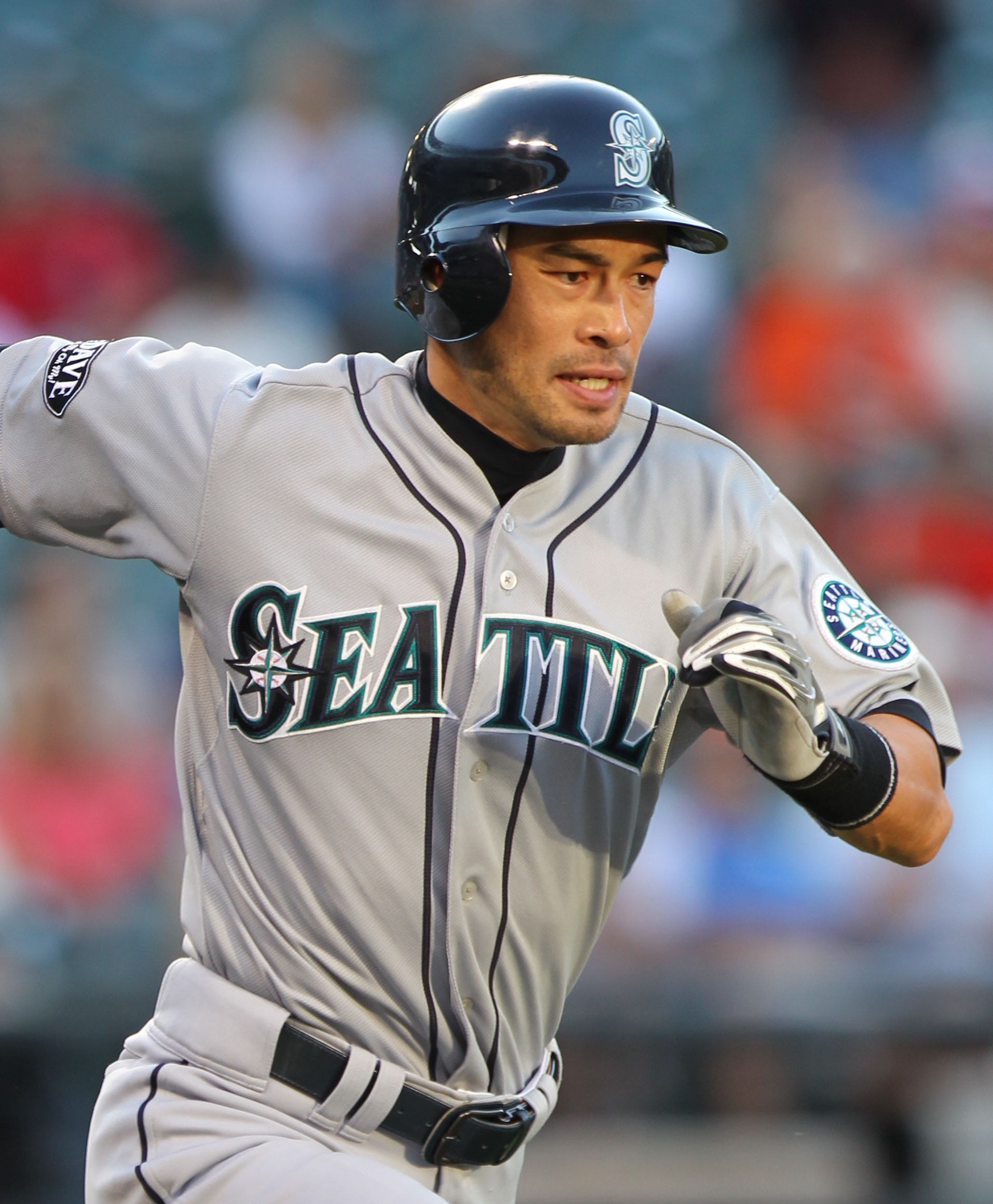
イチロー(1973-)誕生。画像はシアトル・マリナーズでの現役時代。（2011年5月11日）

- 1659年 - ゲオルク・シュタール、化学者、医師　(+ 1734年)
- 1689年 - ジョアン5世、ポルトガル王（+ 1750年）
- 1724年（享保9年9月6日） - 岩城隆恭、第6代亀田藩主（+ 1782年）
- 1790年（寛政2年9月15日） - 松平信行、第7代上山藩主（+ 1873年）
- 1808年（文化5年9月3日） - 奥平昌暢、第6代伊勢崎藩主（+ 1834年）
- 1811年 - フランツ・リスト、ピアニスト（+ 1886年）
- 1842年（天保13年9月19日） - 長岡護美、外交官、華族（+ 1906年）
- 1844年 - サラ・ベルナール、女優（+ 1923年）
- 1850年 - 三浦徹、牧師（+ 1925年）
- 1855年 - 横井玉子、教育者、女子美術大学創立者（+ 1903年）
- 1870年 - イヴァン・ブーニン、作家 (+ 1953年)
- 1871年 - 三谷一二、政治家、銀行員、実業家（+ 1965年）
- 1872年 - 保科孝一、国語学者、官僚（+ 1955年）
- 1872年 - 宮崎三之助、裁判官、弁護士、政治家（+ 1941年）
- 1873年 - グスターフ・ラムステッド、言語学者（+ 1950年）
- 1877年 - 石井謹吾、政治家、実業家、弁護士、内務官僚（+ 1925年）
- 1881年 - 塚原嘉藤、政治家、弁護士（+ 1930年）
- 1882年 - エドマンド・デュラック、イラストレーター（+ 1953年）
- 1887年 - ジョン・リード、ジャーナリスト（+ 1920年）
- 1887年 - 長谷川かな女、俳人（+ 1969年）
- 1889年 - 関根要太郎、建築家（+ 1959年）
- 1893年 - 張沢相、政治家、独立運動家（+ 1969年）
- 1894年 - 梅蘭芳、京劇俳優（+ 1961年）
- 1899年 - 佐藤武夫、建築家、日本建築学会元会長、英国王立建築家協会名誉会員（+ 1972年）
- 1900年 - 斎藤保義、銀行家、元東京銀行監査役（+ 1992年）
- 1901年 - 荒井良平、映画監督、脚本家、俳優（+ 1980年）
- 1906年 - ヴァランティーヌ・リニー、スーパーセンテナリアン（+ 2022年）
- 1907年 - ジミー・フォックス、プロ野球選手（+ 1967年）
- 1908年 - ジャコモ・マンズー、彫刻家（+ 1991年）
- 1908年 - 川島奈美子、女優（+ 没年不詳）
- 1911年 - 佐々木洋興、有機化学者（+ 2008年）
- 1911年 - 平田俊春、歴史学者、防衛大学校名誉教授（+ 1994年）
- 1913年 - バオ・ダイ、ベトナム阮朝最後の皇帝（+ 1997年）
- 1913年 - 清水達夫、編集者、マガジンハウス創業者（+ 1992年）
- 1914年 - 森田鉄郎、西洋史学者（+ 1996年）
- 1915年 - 今藤長十郎 (3代目)、三味線奏者（+ 1984年）
- 1917年 - ジョーン・フォンテイン、女優（+ 2013年）
- 1917年 - 丸尾千年次、元プロ野球選手（+ 2000年）
- 1921年 - 三好俊夫、実業家、元松下電工社長（+ 2000年）
- 1922年 - 島野功緒、放送評論家（+ 2014年）
- 1924年 - 小田滋、法学者、弁護士、東北大学名誉教授
- 1924年 - 石原一子、実業家（+ 2024年）
- 1925年 - ロバート・ラウシェンバーグ、美術家（+ 2008年）
- 1926年 - 沖正一郎、実業家、鼻煙壷収集家、ファミリーマート初代社長、元良品計画会長（+ 2016年）
- 1929年 - 速水融、経済学者、慶應義塾大学・麗澤大学・国際日本文化研究センター名誉教授（+ 2019年）
- 1929年 - レフ・ヤシン、元サッカー選手（+ 1990年）
- 1930年 - 金昌槿、政治家、第33代大韓民国交通部（現国土交通部）長官（+ 1991年）
- 1931年 - 千田謙蔵、政治家、元秋田県横手市長（+ 2024年)
- 1931年 - 佐藤重雄、元プロ野球選手
- 1931年 - 林光、作曲家（+ 2012年）
- 1932年 - 中山儀助、農家、元政治家
- 1933年 - 草笛光子、女優
- 1933年 - 筑紫あけみ、女優（+ 2014年）
- 1934年 - 坂上惇、元プロ野球選手（+ 2019年）
- 1934年 - 吉永忍、調教師、元騎手（+ 2000年）
- 1935年 - 花上晃、俳優
- 1935年 - 斎藤精宏、元プロ野球選手
- 1935年 - 九條今日子、女優（+ 2014年）
- 1935年 - 廣瀬健、数学者（+ 1993年）
- 1936年 - 弓恵子、女優（+ 2024年)
- 1937年 - 鈴木耕一、撮影技師
- 1937年 - 前田武志、官僚、政治家、第16代国土交通大臣
- 1938年 - クリストファー・ロイド、俳優
- 1939年 - 黒部進、俳優
- 1939年 - 大伴英嗣、声優、ナレーター
- 1939年 - 水城武彦、経済ジャーナリスト、元NHK記者（+ 2008年）
- 1941年 - 中田整一、ノンフィクション作家
- 1942年 - 樋口富雄、実業家、元日動火災海上保険社長、元ミレアホールディングス会長
- 1943年 - カトリーヌ・ドヌーヴ、女優
- 1943年 - ヤン・デ・ボン、映画監督
- 1943年 - ボビー・ミッチェル、元プロ野球選手（+ 2019年）
- 1943年 - 蔭山武人、元アナウンサー（+ 2016年）
- 1943年 - アレン・コージ、プロレスラー、元柔道選手（+ 2007年）
- 1944年 - 安室修、映画監督、演出家
- 1945年 - レスリー・ウェスト、ギタリスト、歌手（+ 2020年）
- 1945年 - 成田賢、歌手（+ 2018年）
- 1946年 - 丸山裕子、声優
- 1946年 - 安藤純子、女優
- 1946年 - 鈴木俊光、元アナウンサー
- 1946年 - 崔希貞、政治家
- 1947年 - 豊山広光、元力士（+ 2020年）
- 1948年 - 美樹克彦、シンガーソングライター、音楽プロデューサー
- 1948年 - 菅野哲雄、政治家
- 1948年 - 大東和美、元ラグビー選手、指導者
- 1948年 - 細谷保雄、元プロ野球選手
- 1948年 - 伊藤正徳、元騎手、調教師
- 1948年 - ホーカン・アウストボ、ピアニスト
- 1949年 - アーセン・ベンゲル、元サッカー選手、指導者
- 1949年 - 松金よね子、女優、声優
- 1950年 - 山木康世、ミュージシャン（ふきのとう）
- 1950年 - 米田幸正、実業家
- 1952年 - 田中芳樹、作家
- 1952年 - 原田裕、政治家、北海道恵庭市長
- 1952年 - タケカワユキヒデ、音楽家（ゴダイゴ）
- 1952年 - ジェフ・ゴールドブラム、俳優
- 1953年 - 三田村邦彦、俳優
- 1953年 - 伊藤薫、作詞家、作曲家、歌手
- 1953年 - 竹内広明、元プロ野球選手
- 1954年 - おぼたけし、歌手
- 1956年 - 小林文彦、俳優
- 1956年 - スティーブン・ラム、元プロ野球選手
- 1957年 - 小島昭彦、プロゴルファー（+ 2010年）
- 1957年 - かがみあきら、漫画家（+ 1984年）
- 1957年 - クリス・ペプラー、タレント
- 1958年 - 高木豊、元プロ野球選手
- 1958年 - 室井滋、女優
- 1958年 - オスカー・シュミット、元バスケットボール選手
- 1959年 - 新井克太郎、元プロ野球選手
- 1960年 - 内山千早、タレント、ラジオパーソナリティ
- 1960年 - 木村俊昭、大学教授、元スーパー公務員
- 1960年 - ハリ・トイヴォネン、ラリー・レーシングドライバー
- 1961年 - 石橋貴明、タレント（とんねるず）
- 1961年 - 土佐尚子、美術家
- 1961年 - 高橋東悟、作曲家（+ 2012年）
- 1963年 - 大井久士、元プロ野球選手
- 1963年 - ブライアン・ボイタノ、フィギュアスケート選手
- 1964年 - 岡野暁、アナウンサー
- 1964年 - 中村ひとみ、女優
- 1964年 - ズラブ・ノガイデリ、政治家、元グルジア首相
- 1964年 - ドラジェン・ペトロヴィッチ、バスケットボール選手（+ 1993年）
- 1964年 - 伊原和人、厚生労働官僚
- 1965年 - 堀井巌、政治家
- 1965年 - 山田勝己、SASUKEオールスターズ、鉄工所社長
- 1966年 - 勇利アルバチャコフ、元ボクシング選手
- 1967年 - 山口豊、テレビ朝日アナウンサー
- 1969年 - キューティー鈴木、元プロレスラー
- 1969年 - ヘクター・カラスコ、元プロ野球選手
- 1969年 - アリエル・プリエト、元プロ野球選手
- 1970年 - 木曽さんちゅう、お笑い芸人（元Wコロン）
- 1970年 - 中村佳央、柔道家
- 1971年 - ますおかたろう[8]、声優
- 1972年 - 古澤健、映画監督、脚本家
- 1972年 - マイク・エリゾンド、プロデューサー
- 1973年 - イチロー、元プロ野球選手
- 1973年 - 間瀬秀一、元サッカー選手、指導者
- 1973年 - 佐藤愛子、元アイドル（元ribbon）
- 1973年 - 加藤忍、女優
- 1973年 - カルメン・イジョゴ、女優
- 1974年 - 唐橋ユミ、フリーアナウンサー
- 1974年 - 多田昌弘、元プロ野球選手
- 1975年 - 外山惠理、TBSアナウンサー
- 1975年 - 水瀬いつる、漫画家
- 1975年 - 荒川祥範、プロスノーボーダー
- 1975年 - ミチェル・サルガド、元サッカー選手
- 1975年 - ジェシー・タイラー・ファーガソン、俳優
- 1976年 - アレクサンドル・アブト、フィギュアスケート選手
- 1977年 - 松尾敏伸、俳優
- 1977年 - 信國輝彦、俳優
- 1978年 - 高杉瑞穂、俳優
- 1979年 - 細越みちこ、女優、声優
- 1979年 - 穂苅寿彦、元騎手
- 1979年 - イヴ・シャロム、フィギュアスケート選手
- 1980年 - 前田亜紀、元歌手（元MAX）
- 1980年 - ソニア・スイ、モデル、女優
- 1981年 - 友香、歌手
- 1981年 - 河端和哉、元サッカー選手、指導者
- 1981年 - 菊地英之、元芸人（元パンダユナイテッド）
- 1981年 - 酒井大祐、元バレーボール選手、指導者
- 1982年 - 原田琢磨、俳優
- 1982年 - 松本莉緒、女優
- 1982年 - 松尾英里子、アナウンサー
- 1982年 - すほうれいこ、元タレント
- 1982年 - ロビンソン・カノ、プロ野球選手
- 1982年 - ヒース・ミラー、アメリカンフットボール選手
- 1982年 - カルロス・トーレス、プロ野球選手
- 1983年 - 杉澤友香、ファッションモデル、元レースクイーン
- 1984年 - 関根麻里、タレント
- 1984年 - 堀田奈津水、タレント、元気象キャスター
- 1984年 - 佐藤俊作、俳優
- 1984年 - 林摩耶、女優
- 1984年 - 竜馬、バイオリニスト
- 1984年 - 浅尾拓也、元プロ野球選手
- 1984年 - 竹中美穂、元体操選手
- 1985年 - Nakajin、ミュージシャン（SEKAI NO OWARI）
- 1985年 - 三萩せんや、小説家
- 1985年 - 住吉怜奈、女優
- 1985年 - 高木万平、元俳優
- 1985年 - 高木心平、元俳優
- 1985年 - ハディセ、シンガーソングライター
- 1985年 - デビッド・コップ、プロ野球選手
- 1986年 - 池田夢見、歌手
- 1986年 - 海老澤健次、俳優
- 1986年 - 佐久間結衣、漫画家
- 1986年 - 妙義龍泰成、元大相撲力士
- 1986年 - クリス・ルーシン、プロ野球選手
- 1987年 - 小林ユリ、グラビアアイドル
- 1987年 - 北村実穂、アナウンサー、タレント
- 1987年 - 島田桃大、元バレーボール選手、指導者
- 1987年 - 朴河宣、女優
- 1987年 - ミケル・ハンセン、ハンドボール選手
- 1988年 - 遠藤恭葉、タレント、モデル
- 1988年 - 本川翔太、俳優
- 1989年 - ケイティ・テイラー、フィギュアスケート選手
- 1989年 - 山口真理恵、元ラグビー選手
- 1989年 - 新崎慎弥、元プロ野球選手
- 1989年 - 佐藤千尋、元野球選手
- 1990年 - 池田光咲、ファッションモデル、女優
- 1990年 - 笹山純平、俳優
- 1990年 - 笹山哲平、俳優
- 1990年 - 斎藤千晃、女優
- 1990年 - 矢野祥、ピアニスト
- 1990年 - 中村洋平、ラグビー選手
- 1990年 - ドリュー・バーヘイゲン、プロ野球選手
- 1992年 - 石山蓮華、タレント、女優
- 1992年 - 谷口智紀、サッカー選手
- 1992年 - アレン・ハンソン、プロ野球選手
- 1992年 - ソフィア・ヴァジリーヴァ、女優
- 1993年 - 豊田幸樹、俳優
- 1993年 - 松浦航大、歌手（aoiro）、ものまねタレント、YouTuber
- 1993年 - 高橋敏也、ラグビー選手
- 1995年 - セイディー・ヤンコ、サッカー選手
- 1995年 - 山本唯太、アーティスト、タレント
- 1996年 - 小林廉、俳優
- 1996年 - 熊澤歩哉、声優、俳優、歌手
- 1996年 - 西村拓真、サッカー選手
- 1997年 - TEO、アイドル、ミュージシャン（DKB）
- 1998年 - ぎし、YouTuber (ばんばんざい)
- 1998年 - 鷲尾千尋、朝日放送テレビアナウンサー
- 1998年 - 下村実生、元歌手（元フェアリーズ）
- 1998年 - 矢農友里恵、元バスケットボール選手
- 1999年 - アルベール・サンビ・ロコンガ、サッカー選手
- 2001年 - チョ・ユリ、アイドル（元IZ*ONE）
- 2002年 - 仲三河優太、プロ野球選手
- 2002年 - 白花恋香[9]、声優
- 2003年 - 笠原桃奈、アイドル（ME:I、元アンジュルム）
- 2003年 - 福留光帆、タレント、元アイドル（元AKB48）
- 2003年 - 斎藤将也、陸上競技選手
- 2004年 - 佐久間彩加、歌手
- 2004年 - 町田恵里那、ファッションモデル
- 2008年 - 佐藤恋、アイドル
- 2013年 - 増田梨沙、子役
- 生年不詳 - 北芝健、ジャーナリスト、漫画原作者、空手家
- 生年不詳 - 藍原るか[10]、モデル、レースクイーン（元のーぷらん。）
- 生年不詳 - 遠藤恭葉、モデル、女優
- 生年不詳 - 後藤星、漫画家
- 生年不詳 - 美森青、漫画家
- 生年不詳 - あさみほとり、声優
- 生年不詳 - 富澤雄基、声優
- 生年不詳 - 佐藤未奈子、声優
- 生年不詳 - 高杉薫、声優、ナレーター
- 生年不詳 - 和優希、声優

## 忌日

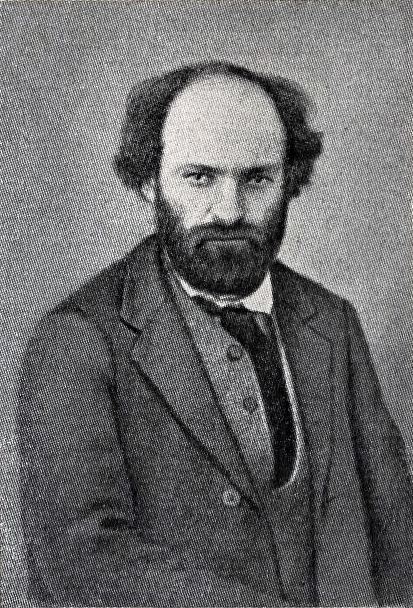
画家ポール・セザンヌ(1839-1906)没。エコール・デ・ボザールへ入学できず、私塾に通いカミーユ・ピサロやアルマン・ギヨマンらと出会う。

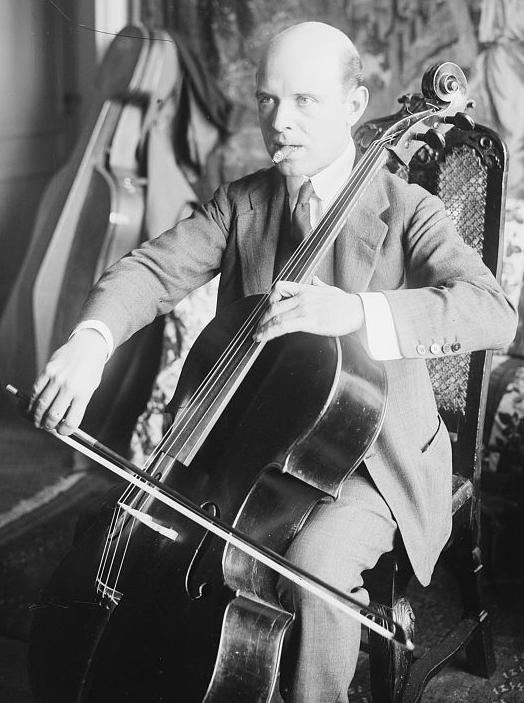
チェリストパブロ・カザルス(1876-1973)没。幼少期古本屋でみつけたバッハの無伴奏チェロ組曲を独学で習得。チェロの近代的奏法を確立した20世紀を代表する巨匠。

- 1604年 - ドミンゴ・バニェス、神学者（* 1528年）
- 1653年 - トーマス・デ・クリッツ（英語版）、画家（* 1607年）
- 1708年 - チェーザレ・プロンティ（英語版）、画家（* 1626年）
- 1725年 - アレッサンドロ・スカルラッティ、作曲家（* 1660年）
- 1729年 - アンナ・マリア・エーレンシュトラール（英語版）、画家（* 1666年）
- 1751年 - ウィレム4世、王族、オランダ総督（* 1711年）
- 1763年 - フランス・ファン・ミーリス（英語版）、画家（* 1689年）
- 1764年 - ジャン＝マリー・ルクレール、作曲家、ヴァイオリニスト（* 1697年）
- 1775年 - ペイトン＝ランドルフ、政治家、初代大陸会議議長（* 1721年）
- 1792年 - ギヨーム・ル・ジャンティ、天文学者（* 1725年）
- 1796年（寛政8年9月22日） - 田沼意明、初代陸奥下村藩主（* 1773年）
- 1802年 - サミュエル・アーノルド、作曲家、オルガニスト（* 1740年）
- 1859年 - ルイ・シュポーア、作曲家、指揮者、ヴァイオリニスト（* 1784年）
- 1869年 - ミハエル・サーシュ、神学者、生物学者（* 1805年）
- 1871年 - ロデリック・マーチソン、地質学者（* 1792年）
- 1889年 - オリヴィエ・メトラ、作曲家、指揮者（* 1830年）
- 1900年 - ジョン・シャーマン、政治家、元アメリカ合衆国財務長官・国務長官（* 1823年）
- 1906年 - ポール・セザンヌ、画家（* 1839年）
- 1914年 - 小錦八十吉 (横綱)、大相撲第17代横綱（* 1866年）
- 1915年 - ヴィルヘルム・ヴィンデルバント、哲学者（* 1848年）
- 1918年 - マートル・ゴンザレス、女優（* 1891年）
- 1918年 - リュイサ・ヴィダル、画家（* 1876年）
- 1924年 - 阿部泰蔵、実業家、官僚、明治生命保険（現明治安田生命保険）創立者（* 1849年）
- 1926年 - 伊庭貞剛、実業家、第二代住友総理事（* 1847年）
- 1927年 - ロス・ヤングス、プロ野球選手（* 1897年）
- 1937年 - 中原中也、詩人（* 1907年）
- 1937年 - フランク・ダムロッシュ、指揮者（* 1859年）
- 1940年 - 西川光二郎、社会主義者（* 1876年）
- 1952年 - エルンスト・リューディン（英語版）、精神科医、優生学者、ナチス（* 1874年）
- 1958年 - アーサー・ロウ（英語版）、テニスプレーヤー
- 1962年 - サムイル・フェインベルク、ピアニスト、作曲家（* 1890年）
- 1964年 - 野白金一[11]、醸造学者（* 1876年）
- 1969年 - 中山正男、小説家、元日本ユースホステル協会会長（* 1911年）
- 1972年 - 初代柳家金語楼、落語家（* 1901年）
- 1973年 - パブロ・カザルス、チェロ奏者（* 1876年）
- 1974年 - 春日井梅鶯 (初代)　、浪曲師（* 1905年）
- 1975年 - アーノルド・J・トインビー、歴史学者（* 1889年）
- 1976年 - 舘林三喜男、内務官僚、政治家、実業家、元リコー社長、佐賀テレビ会長（* 1904年）
- 1979年 - ナディア・ブーランジェ、音楽教師、指揮者（* 1887年）
- 1979年 - 神谷美恵子、精神科医（* 1914年）
- 1982年 - ウィリアム・ガードナー・ファン（英語版）、金属工学者（* 1917年）
- 1982年 - リチャード・ジェサップ、小説家（* 1925年）
- 1986年 - セント＝ジェルジ・アルベルト、生理学者、ノーベル生理学医学賞受賞者（* 1893年）
- 1986年 - 葉剣英、政治家（* 1897年）
- 1987年 - リノ・ヴァンチュラ、俳優（* 1919年）
- 1988年 - ヘンリー・アームストロング、プロボクサー、元世界フェザー級、ライト級、ウェルター級王者（* 1912年）
- 1989年 - 清宮四郎、法学者（* 1898年）
- 1990年 - ルイ・アルチュセール、マルクス主義哲学者（* 1918年）
- 1991年 - 春日八郎、歌手（* 1924年）
- 1991年 - 加賀城みゆき、演歌歌手（* 1947年）
- 1992年 - 岩田弍夫、経営者、元東芝社長（* 1910年）
- 1993年 - 小森邦夫、彫刻家（* 1917年）
- 1994年 - 阪倉篤義、国文学者、京都大学名誉教授（* 1917年）
- 1995年 - メアリー・ウィックス、女優、声優（* 1910年）
- 1995年 - キングズリー・エイミス、小説家（* 1922年）
- 1996年 - 三浦八水、政治家（* 1930年）
- 1997年 - 柚木進、元プロ野球選手（* 1920年）
- 1997年 - ドルフ・カミリ、元プロ野球選手（* 1907年）
- 2000年 - 髙田三郎、典礼聖歌作曲家、指揮者（* 1913年）
- 2000年 - 新山彰忠、元プロ野球選手（* 1939年）
- 2001年 - アーネスト・ヒルガード（英語版）、心理学者（* 1904年）
- 2002年 - アポニー・ゲーラルディネ、アルバニア国王ゾグ1世王妃（* 1915年）
- 2002年 - 岡島正之、政治家、元衆議院議員（* 1930年）
- 2002年 - 戦術君、ベガルタ仙台のサポーター（* 1968年）
- 2003年 - 曽根嘉年、経営者、元三菱自動車工業社長（* 1910年）
- 2005年 - 神錦國康、大相撲力士（* 1925年）
- 2005年 - アルマン、彫刻家、画家、現代美術家（* 1928年）
- 2005年 - 延亨黙、政治家、北朝鮮国防委員会副委員長（* 1931年）
- 2006年 - 藤尾正行、政治家（* 1917年）
- 2006年 - 崔圭夏、政治家、第10代大韓民国大統領（* 1919年）
- 2006年 - 小林節雄、撮影監督（* 1920年）
- 2006年 - アーサー・ヒル、俳優（* 1922年）
- 2006年 - ばってん荒川、ローカルタレント、演歌歌手、舞台役者（* 1937年）
- 2007年 - エーヴ・キュリー、芸術家、作家（* 1904年）
- 2007年 - 佐々木芳雄、経営者、元日本テレビ放送網社長（* 1913年）
- 2007年 - 三輪茂雄、粉体工学者（* 1927年）
- 2008年 - 岩﨑勇[12]、オーボエ奏者、京都市立芸術大学名誉教授（* 1931年）
- 2009年 - レイ・ランバート、サッカー選手（* 1922年）
- 2010年 - 坂田栄男、囲碁棋士、永世本因坊、第8代日本棋院理事長（* 1920年）
- 2011年 - 大熊伸行、元プロ野球選手（* 1942年）
- 2012年 - 太田蘭三、小説家（* 1929年）
- 2012年 - ラッセル・ミーンズ、ラコタ・スー族の活動家、俳優（* 1939年）
- 2013年 - 井上美悠紀[13]、実業家、学生援護会社長（* 1940年）
- 2013年 - 風間やんわり、漫画家（* 1977年）
- 2013年 - 長尾健太郎、数学者（* 1982年）
- 2014年 - 松阪猛、柔道家（* 1939年）
- 2015年 - 村上政敏、実業家、日本広告審査機構理事長、時事通信社顧問（* 1935年）
- 2015年 - アーノルド・クライン（英語版）、皮膚科医（* 1945年）
- 2015年 - 宮田紘次、漫画家（* 1981年）
- 2016年 - 毒島邦雄、実業家、SANKYO（三共） 創業者（* 1925年）
- 2016年 - 滝沢毅[14]、実業家、元日本ゼオン社長（* 1926年か1927年）
- 2016年 - 塚本哲也、ノンフィクション作家（* 1929年）
- 2016年 - 平幹二朗、俳優（* 1933年）
- 2017年 - 亀渕友香、歌手、声楽研究家（* 1944年）
- 2017年 - 和栗由紀夫、舞踏家（* 1952年）
- 2018年 - ジルベルト・ベネトン（イタリア語版）、実業家、ベネトン共同創業者（* 1941年）
- 2018年 - アルトゥル・シュナーベル、柔道家（* 1947年）
- 2018年 - ボリス・ココレフ（ロシア語版）、射撃競技選手、1996年アトランタオリンピック金メダリスト（* 1959年）
- 2019年 - レイモンド・レッパード、指揮者、チェンバロ奏者（* 1927年）
- 2019年 - 緒方貞子、政治学者、国際協力機構理事長、元国連難民高等弁務官、上智大学名誉教授（* 1927年）
- 2019年 - ハンス・ツェンダー、指揮者、作曲家（* 1936年）
- 2019年 - 近藤隆彦[15]、実業家、元長谷川香料社長（* 1941年）
- 2019年 - 井上保廣、政治家、元福岡県太宰府市長（* 1947年）
- 2019年 - ミゲル・サイス（英語版）、政治家、元リオネグロ州知事（* 1949年）
- 2019年 - エド・チャーニー（英語版）、レコーディング・エンジニア、音楽プロデューサー（* 1950年）
- 2019年 - 川端俊介、アマチュア野球選手（* 1963年）
- 2019年 - マリーケ・フェルフールト、車椅子陸上競技選手、2012年ロンドンパラリンピック金メダリスト（* 1979年）
- 2020年 - フリオ・セザール・モラ・タピア（ロシア語版）、スーパーセンテナリアン（* 1910年）
- 2020年 - リチャード・A・ルポフ、SF作家（* 1935年）
- 2020年 - ウィリアム・ブリン（英語版）、脚本家、テレビプロデューサー（* 1937年）
- 2020年 - 久道茂、医学者、東北大学名誉教授（* 1939年）
- 2020年 - 山内日出夫、政治家、元福島県会津若松市長（* 1952年）
- 2020年 - クリス・ハゲット（英語版）、シンセサイザーデザイナー（* 1949年）
- 2021年 - ヴャチェスラフ・ヴェデニン（英語版）、元スキークロスカントリー選手、1972年札幌五輪金メダリスト（* 1941年）
- 2021年 - ウド・ツィンマーマン（英語版）、作曲家、音楽学者、舞台演出家（* 1943年）
- 2021年 - ピーター・スコラーリ（英語版）、俳優（* 1955年）
- 2021年 - アレックス・キニョネス、陸上競技選手（* 1989年）
- 2022年 - 銭正英（中国語版）、水文学者、政治家、中華人民共和国水利部長、元中国紅十字会会長（* 1923年）
- 2022年 - ディートリヒ・マテシッツ、実業家、レッドブル共同創業者（* 1944年）
- 2022年 - ロドニー・グラハム、アーティスト、音楽家（* 1949年）
- 2022年 - レシェック・エンゲルキング（英語版）、詩人、作家、翻訳家（* 1955年）
- 2023年 - 楊楽（中国語版）、数学者（* 1939年）
- 2023年 - 石崎晴己、フランス文学者、青山学院大学名誉教授（* 1940年）
- 2024年 - 旭國斗雄、元大相撲力士、年寄2代大島（* 1947年）

## 記念日・年中行事
- 国際吃音啓発の日
国際吃音者連盟・国際流暢性学会などが1998年に制定。
- 平安遷都の日/時代祭（ 日本）
延暦13年10月22日（ユリウス暦794年11月18日）、桓武天皇が長岡京から山背国葛城郡宇太村の新京（同年11月8日に平安京と命名）に移ったことに由来。これを記念して、京都市では毎年10月22日に時代祭が行われる。
- 絹婚記念日（ 日本）
日本ネクタイ組合連合会と日本スカーフ協会が、ネクタイやスカーフ等の絹製品のPRのために制定。結婚12年目の「絹婚式」の夫婦に絹製品のプレゼントをと呼びかけている。
- キャットリボン（猫のピンクリボン）の日（ 日本）
一般社団法人日本獣医がん臨床研究グループ（JVCOG）が制定。乳がんの早期発見、早期治療によって、乳がんで苦しむ猫をゼロにすることが目的。10月が人間の乳がん啓発月間（ピンクリボン月間）であることと「ニャンニャン」の語呂合わせから10月22日になった[16]。
- アニメの日（ 日本）
日本動画協会が推進する「アニメNEXT_100」プロジェクトが、日本でアニメが初めて制作されたとされる1917年から100年目にあたる2017年に制定[17]。日本のアニメ初上映は1917年になるが、複数の作品が上映されており、どの日が最初なのかは明らかになっていなかった。そこで、1958年に戦後初のフルカラー長編アニメ映画『白蛇伝』が公開された日であるこの日が「アニメの日」に選ばれた。
- 鞍馬の火祭（ 日本）
京都市左京区の由岐神社の例祭。天慶3年（940年）、朱雀天皇の勅命で祭神を京都御所から鞍馬の里に迎えた時の様子を現在に伝えるもので、京都三大奇祭のひとつに数えられる。神事触れの合図で篝火が焚かれ、青年たちが燃えさかる大松明を担いで鞍馬寺山門前へ神輿を迎えに集まり、神輿が石段を勇壮に下っていく[18]。
- 時代祭（ 日本）
京都市左京区の平安神宮の大祭で、京都三大祭りの一つ。平安神宮は桓武天皇を祭神とし、平安遷都1100年に当たる1895年（明治28年）に創建され、これを祝う行事として第一回時代祭が挙行された。平安時代から明治維新まで、各時代を象徴する風俗行列が、京都御所から平安神宮まで行進する[19][20]。
- パラシュートの日
1797年10月22日にフランスのアンドレ＝ジャック・ガルヌランが、パラシュートでの降下に成功したことを記念し、日本落下傘スポーツ連盟が制定[21]。
- エジプトのアブ・シンベル神殿の奥に陽が届く日[22]。（年2回。もう1日は2月22日）